# トリンブル郡 (ケンタッキー州)
トリンブル郡（英: Trimble County）は、アメリカ合衆国ケンタッキー州の北部に位置する郡である。2010年国勢調査での人口は8,809人であり、2000年の8,125人から8.4%増加した。郡庁所在地はベドフォード市（人口599人）であり、同郡で人口最大の都市でもある。郡名はアメリカ合衆国最高裁判所判事を務めたロバート・トリンブルに因んで名付けられた。

## 地理
アメリカ合衆国国勢調査局に拠れば、郡域全面積は156.23平方マイル (404.6 km2)であり、このうち陸地148.85平方マイル (385.5 km2)、水域は7.38平方マイル (19.1 km2)で水域率は4.72%である。

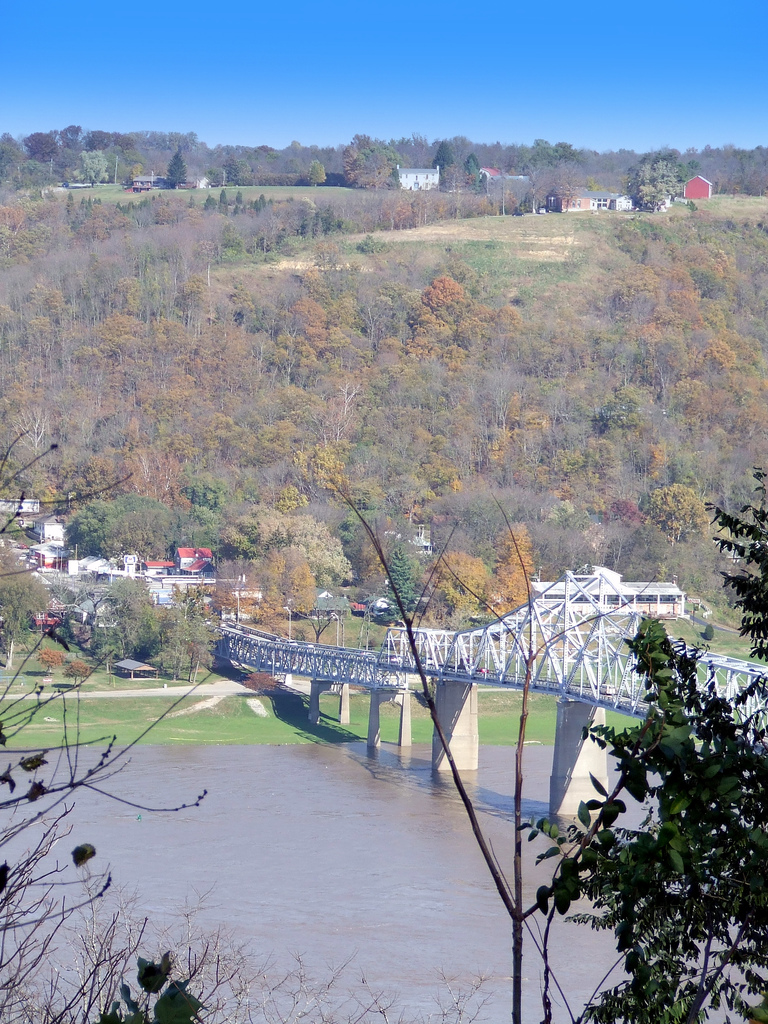
オハイオ川（ミルトン）

### 隣接する郡
- ジェファーソン郡 (インディアナ州) - 北、西、オハイオ川の対岸
- キャロル郡 - 東
- ヘンリー郡 - 南東
- オールダム郡 - 南西
- クラーク郡 (インディアナ州) - 西、オハイオ川の対岸

## 人口動態
以下は2000年国勢調査による人口統計データである。
| 基礎データ - 人口: 8,125人 - 世帯数: 3,137 世帯 - 家族数: 2,296 家族 - 人口密度: 21人/km2（55人/mi2） - 住居数: 3,437軒 - 住居密度: 9軒/km2（23軒/mi2） 人種別人口構成 - 白人: 97.90% - アフリカン・アメリカン: 0.30% - ネイティブ・アメリカン: 037% - アジア人: 0.07% - その他の人種: 0.68% - 混血: 0.69% - ヒスパニック・ラテン系: 1.37% 年齢別人口構成 - 18歳未満: 26.4% - 18-24歳: 7.7% - 25-44歳: 30.9% - 45-64歳: 23.6% - 65歳以上: 11.4% - 年齢の中央値: 36歳 - 性比（女性100人あたり男性の人口） - 総人口: 96.8 - 18歳以上: 94.8 | 世帯と家族（対世帯数） - 18歳未満の子供がいる: 35.4% - 結婚・同居している夫婦: 60.6% - 未婚・離婚・死別女性が世帯主: 8.5% - 非家族世帯: 26.8% - 単身世帯: 22.0% - 65歳以上の老人1人暮らし: 9.1% - 平均構成人数 - 世帯: 2.57人 - 家族: 3.00人 収入と家計 - 収入の中央値 - 世帯: 36,192米ドル - 家族: 41,925米ドル - 性別 - 男性: 30,500米ドル - 女性: 21,656米ドル - 人口1人あたり収入: 16,354米ドル - 貧困線以下 - 対人口: 13.6% - 対家族数: 10.0% - 18歳未満: 14.7% - 65歳以上: 16.8% |

## 都市と町
- ベドフォード - 郡庁所在地
- ミルトン
- ロカスト
- ワイズズランディング

## 教育
郡内にはトリンブル郡高校、トリンブル郡中学校、ベドフォード小学校、ミルトン小学校がある。